# Assayta
Assayta (ou Asaita) est une ville du nord-est de l'Éthiopie, chef-lieu de la région administrative Afar de 1993 à 2007. Elle fait partie du woreda d'Afambo et de la zone administrative 1. Située à 50 km au sud de la route reliant Dire Dawa  à Assab, Assayta a perdu son statut de capitale régionale au profit de Semera, située sur cette route.
En 2005, selon les chiffres de l'agence de statistique éthiopienne, la ville comprenait 22 718 habitants, dont 12 722 hommes et 9 996 femmes. Lors du recensement national de 1994, la population avait été évaluée à 15 475 habitants.

## Situation
Assayta est située au cœur de la région naturelle du delta du fleuve Awash qui s'écoule des hauts-plateaux du Choa en direction de la dépression de l'Afar et plus particulièrement dans la zone des lacs situés à la frontière sud-ouest de l'actuelle république de Djibouti.
Cette localité commande l'accès à une région, appelée Kalo ou Aoussa (Awsa), qui  a abrité à partir la fin du XVIe siècle le siège d'un Imâmat musulman, le sultanat d'Adal.
Assayta fut inondée par la rivière Awash en août 1954 et une nouvelle fois en septembre 1998.
Fin juin 1971, une rixe a éclaté sur le marché de la ville entre des Afars et des habitants des originaires des autres régions d'Ethiopie faisant 16 morts et 34 blessés. Peu après, des centaines de fermiers qui étaient venus des hauts plateaux par le passé, ont préféré quitter la ville.
Depuis 2005, dans le cadre du développement des infrastructures économiques et sociales des régions éthiopiennes, Assayta est relié par une bretelle goudronnée de 57 km à la route principale. En outre, l'ancien village traditionnel afar, commence à bénéficier de son premier plan d'urbanisme. Une petite centrale thermique, un centre de santé et plusieurs écoles primaires et secondaires y ont été construits améliorant ainsi sensiblement les conditions de vie des habitants.
La capitale administrative de la région Afar est déplacée à une cinquantaine de kilomètres plus au nord dans une petite localité appelée Semera, nouvelle capitale régionale de l'État Afar et située en bordure du principal corridor routier qui relie l'Éthiopie au port de Djibouti.

## Les sultans de l'Aoussa
Une dynastie locale appelée Aydaïsso, originaire de la région d'Assayta et du plateau de Gamari, met fin au règne des imâms descendants de l'Adal vers le milieu du XVIIIe siècle.
Assayta devient en 1769 le centre politique du plus important sultanat afar. En 1975, à la suite de la révolution éthiopienne de septembre, le sultan Ali Mirah Hanfare quitte le pays et se réfugie à Djibouti puis en Arabie saoudite. Il revient en 1991, mais ne réside que très épisodiquement à Assayta. Il meurt à Addis Abeba 28 avril 2011. Son fils aîné, Hanfaré Ali Mirah, est intronisé à Assayta comme 14e sultan aydaïsso le 10 novembre 2011.